# Lauffeldi csata
A lauffeldi csatát az osztrák–holland–brit–hannoveri szövetség vívta a franciákkal az osztrák örökösödési háború során, 1747. július 2-án Maastrichttől nyugatra, és a franciák győzelmével ért véget. A helyszín különböző írásmódja után nevezik laffeldti, lafelti, lauffeldti, lawfeldi csatának, illetve vali csatának is. Lauffeld ma Vlijtingen része, Riemst körzetében, Belgiumban.

## Előzmények
Szász Móric a Fontenoy-nál és Rocourt-nál aratott nagy győzelmei után folytatta a németalföldi francia inváziót és ezúttal már Hollandiát fenyegette. A szövetséges csapatok állásaikból való kimozdítására Clermont herceg vezetésével egy sereget küldött előre csalinak. Cumberland a francia várakozásoknak megfelelően meg akarta semmisíteni ezt a francia különítményt és mozgásba lendült 60 000 fős seregével. Szász Móric ennek hírére a francia fősereggel erőltetett menetben Clermont segítségére sietett, ezzel keresztül húzta a szövetségesek számításait.

## A csata lefolyása

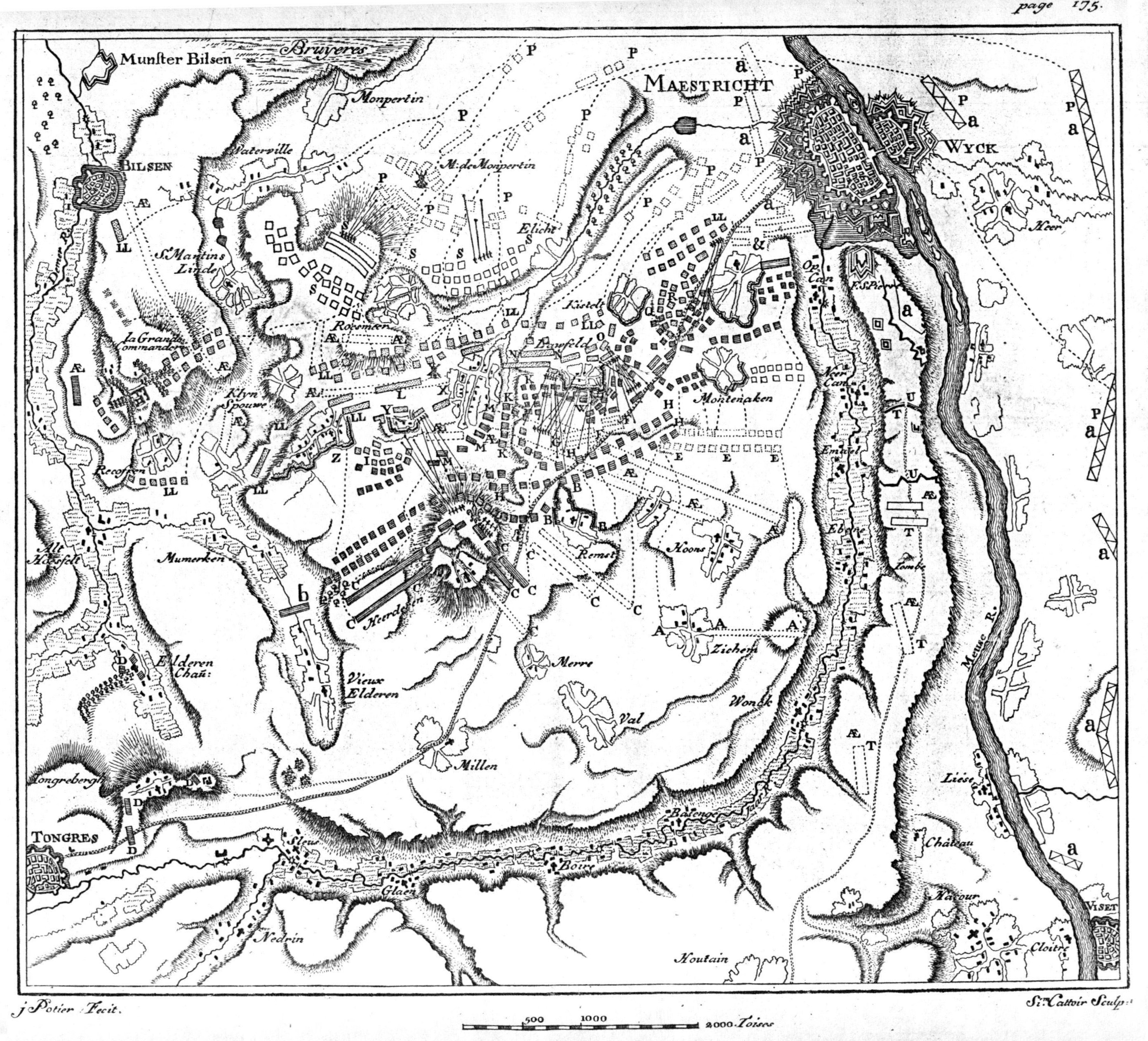
A lauffeldi csata vázlata

A francia és brit lovasság elővédharcai után a szövetséges gyalogság megérkezett a csatatérre és sorban lévő falvak láncolatára támaszkodva vették fel állásaikat. Cumberland és Ligonier tábornok között heves vita tört ki felhasználásukat illetően. Annak ellenére, hogy Ligonier a falvak gyalogság általi megerősítését javasolta, a herceg a falvak mögötti sík terepre való visszavonulásra adott ki parancsot. Így miután a gyalogezredek bevonultak a falvakba el kellett hagyják azokat. A szövetségesek centrumában Lauffeld és Vlytingen falvak terültek el.
A franciák először a szövetséges balszárnyat támadták, megszereztek két falut, majd Lauffeld, Vlytingen és Val irányába támadtak, ahol visszaverték őket. Cumberland ekkor erősítést kért a jobbszárnyon álló osztrákoktól, akik erre nem reagáltak. A franciák újabb támadást intéztek és lassan kiszorították a briteket a falvakból. Ennek során Val ötször is gazdát cserélt. Az itteni harcok során a később tábornoki rangig jutó James Wolfe különösen kitüntette magát. Egy ellentámadással sikerült a franciákat visszaszorítani, de miután erősítéseket kaptak végérvényesen felülkerekedtek a briteken.

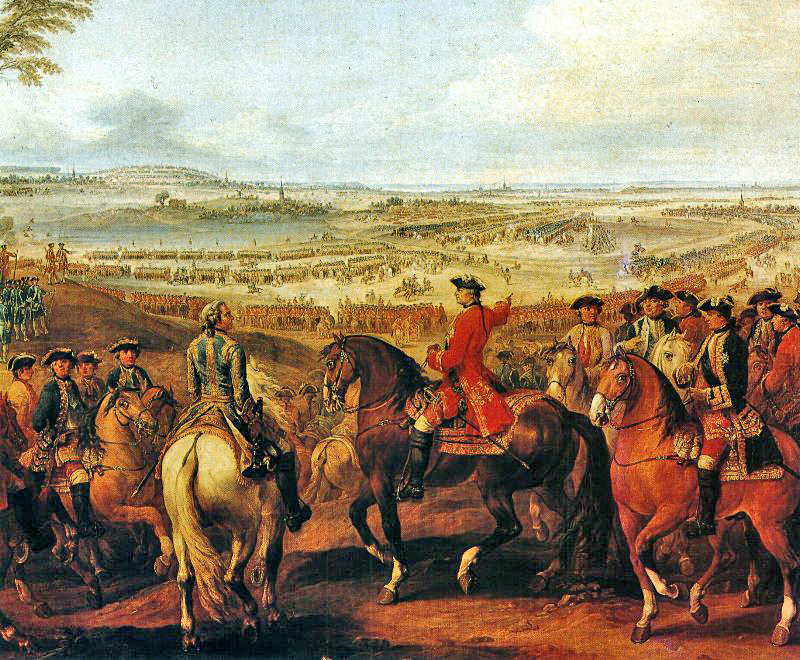
A lauffeldi csata Pierre Lenfant festményén, az előtérben Szász Móric

Döntő pillanat volt mikor a holland lovasságot megtörte a francia lovasság karabélyosainak sortüze és menekülni kezdtek, amivel a brit vonalakat is összezavarták. Cumberland ekkor állítólag elveszítette a hidegvérét és elhamarkodottan visszavonulást rendelt el. Szász Móric a centrum elleni koncentrált támadáshoz vonta össze a csapatait. Ebben a kritikus pillanatban Ligonier saját kezdeményezésére három brit lovasezred élén rohamot intézett a franciák ellen. A háború legnagyobb lovas ütközetében 15 000 lovas vett részt. A francia szolgálatban álló Ír Dandár hét ezrede több mint 1400 halottat és sebesültet veszített. A szövetséges haderő főparancsnoka kis híján fogságba került, mikor a csata forgatagában a vörös kabátot viselő Ír Dandár embereit a saját katonáinak vélte. Szorult helyzetéből Ligonier lovasrohama mentette ki. A támadók súlyos veszteségeket szenvedtek, maga Ligonier fogságba került, de az így nyert idő lehetővé tette Cumberland serege számára a rendezett visszavonulást és magukkal tudták vinni a tüzérség nagy részét 700 francia hadifogollyal és több zsákmányul ejtett zászlóval együtt.
A harcok során mindkét fél nagy veszteségeket szenvedett. A franciák 10 000 embert veszítettek, köztük Emmanuel-François-Joseph de Bavière gróf tábornokot (II. Miksa Emánuel bajor választófejedelem természetes fiát). A szövetségesek mintegy 4000 főt veszítettek. A nagy francia veszteségekre utalva az egyik brit tiszt később kijelentette, hogy az ellenségnek minden napra egy ilyen győzelmet kívánna.
Bírálták Cumberland vezetői képességeit, mivel nem ismerte fel a falvak jelentőségét, melyekre serege támaszkodhatott volna. Ebben a döntésében Ligonierrel szembeni féltékenysége is vezérelhette, akit egyesek szerint irigyelt a csatamezőn tanúsított bátorsága és hidegvérűsége miatt. Végül az elhamarkodott visszavonulási parancsával az egész hadsereget veszélyeztette.

## Következmények
A lauffeldi csata volt az osztrák örökösödési háború utolsó nagy csatája. Győzelmük után nyitva állt az út a Hollandiába a franciák számára. A szövetséges visszavonulás lehetővé tette Móricnak, hogy egy 30 000 fős különítményt Löwendal vezetésével északra küldjön Bergen op Zoom elfoglalására és ezzel zárja a hadjáratot abban az évben. Az 1748-as tavaszi hadjárat során a franciák bekerítették Maastrichtet és rövid ostrom után május 7-én elfoglalták. Áprilisban, a város ostromával egy időben béketárgyalások kezdődtek, melynek eredményeképpen októberben létrejött az aacheni béke. Szász Móric győzedelmes németalföldi hadjárata biztosította Franciaország meghatározó pozícióját a kontinensen. A béketárgyalások alatt a távolból hallani lehetett a franciák Maastrichtet tűz alatt tartó ostromágyúit.
A béketárgyalások eredményeképpen a franciák a flandriai hódításaikat feladták Louisbourgért (Kanada) cserébe.

## Fordítás
- Ez a szócikk részben vagy egészben  a   Schlacht bei Lauffeldt című német Wikipédia-szócikk ezen változatának fordításán alapul.  Az eredeti cikk szerkesztőit annak laptörténete sorolja fel. Ez a jelzés csupán a megfogalmazás eredetét és a szerzői jogokat jelzi, nem szolgál a cikkben szereplő információk forrásmegjelöléseként.
- Ez a szócikk részben vagy egészben  a   Battle of Lauffeld című angol Wikipédia-szócikk ezen változatának fordításán alapul.  Az eredeti cikk szerkesztőit annak laptörténete sorolja fel. Ez a jelzés csupán a megfogalmazás eredetét és a szerzői jogokat jelzi, nem szolgál a cikkben szereplő információk forrásmegjelöléseként.